# Four Seasons Hotels and Resorts
Four Seasons Hotels Limited – międzynarodowa korporacja z siedzibą w Kanadzie zarządzająca siecią luksusowych, pięciogwiazdowych hoteli na całym świecie.
Przewodnik Zagat Survey wyróżnił 84 obiekty należące do sieci Four Seasons wśród najbardziej luksusowych hoteli świata. Z kolei czytelnicy Conde Nast Traveler wybierali kompleks Golden Triangle w Tajlandii (zarządzany przez Four Seasons) jako ich „ulubiony hotel na świecie” przez trzy kolejne lata z rzędu. Magazyn Fortune każdego roku począwszy od jego powstania, a więc od 1998 roku, umieszczał Four Seasons Hotels, Inc. na liście 100 korporacji, w których pracuje się najlepiej.

## Model biznesowy
Większość hoteli, którymi zarządza Four Seasons, nie jest własnością korporacji; wykonuje ona działania w imieniu faktycznych właścicieli nieruchomości. Jednakże kontrakty pomiędzy Four Seasons a właścicielami obiektów nadają korporacji wpływ na kwestie związane z ich wystrojem, a także przyznają upoważnienia oznaczające sprawowanie niemal całkowitej kontroli nad hotelami.
Four Seasons zazwyczaj przejmuje 3% dochodu brutto i około 5% całkowitych zysków, jakie osiąga nieruchomość, przy czym jej właściciele zobowiązani są do dodatkowego finansowania marketingu, systemów rezerwacji, a także opłacania prawa do posługiwania się nazwą korporacji. Podczas gdy marże są stosunkowo niskie, reputacja marki, wartość hoteli i zabezpieczenia kredytowe, wzbudzają zainteresowanie deweloperów. Four Seasons wydaje bezpłatny magazyn dla gości hotelowych, który zasilany jest finansowo przez dochody z zamieszczanych w nim reklam.

## Historia

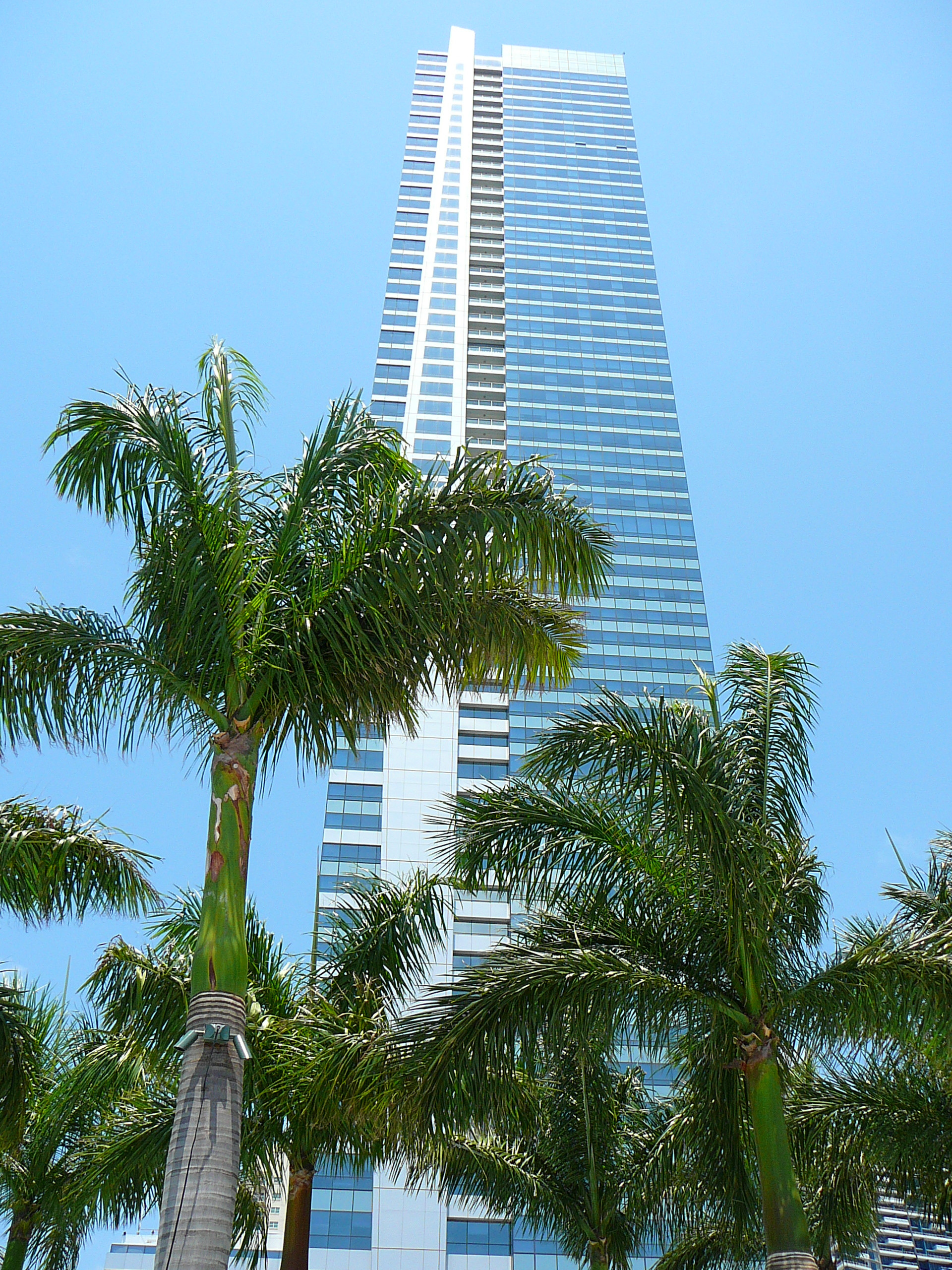
Four Seasons Hotel and Tower w Miami na Florydzie

Kanadyjski biznesmen Isadore Sharp (z Ożarowa) powołał do życia Four Seasons w 1960 roku. Jako młody architekt pracujący u ojca, Sharp stworzył projekt motelu na specjalne zamówienie przyjaciela rodziny. Zachęcony sukcesem, postanowił wybudować własny hotel w Toronto. Jako że jedyny duży obszar ziemi, na zakup którego mógł sobie pozwolić, leżał w niezbyt bezpiecznej okolicy, Sharp zaprojektował hotel, stanowiący oazę dla podróżujących przedsiębiorców; Four Seasons Motor Hotel został otwarty w 1961 roku. Sharp wybudował kilka kolejnych hoteli, jednak jego sieć nie była kojarzona z luksusem, aż do otwarcia obiektu w Londynie. Gdy jeden z inwestorów zaproponował Four Seasons budowę hotelu w Wielkiej Brytanii, Sharp uznał, że powinien on stanowić konkurencję dla starodawnych, elitarnych hoteli, które, jego zdaniem, traktowały gości w zależności od ich klasy społecznej. Ostatecznie, pierwszy hotel Four Seasons w Londynie otwarto w 1970 roku.

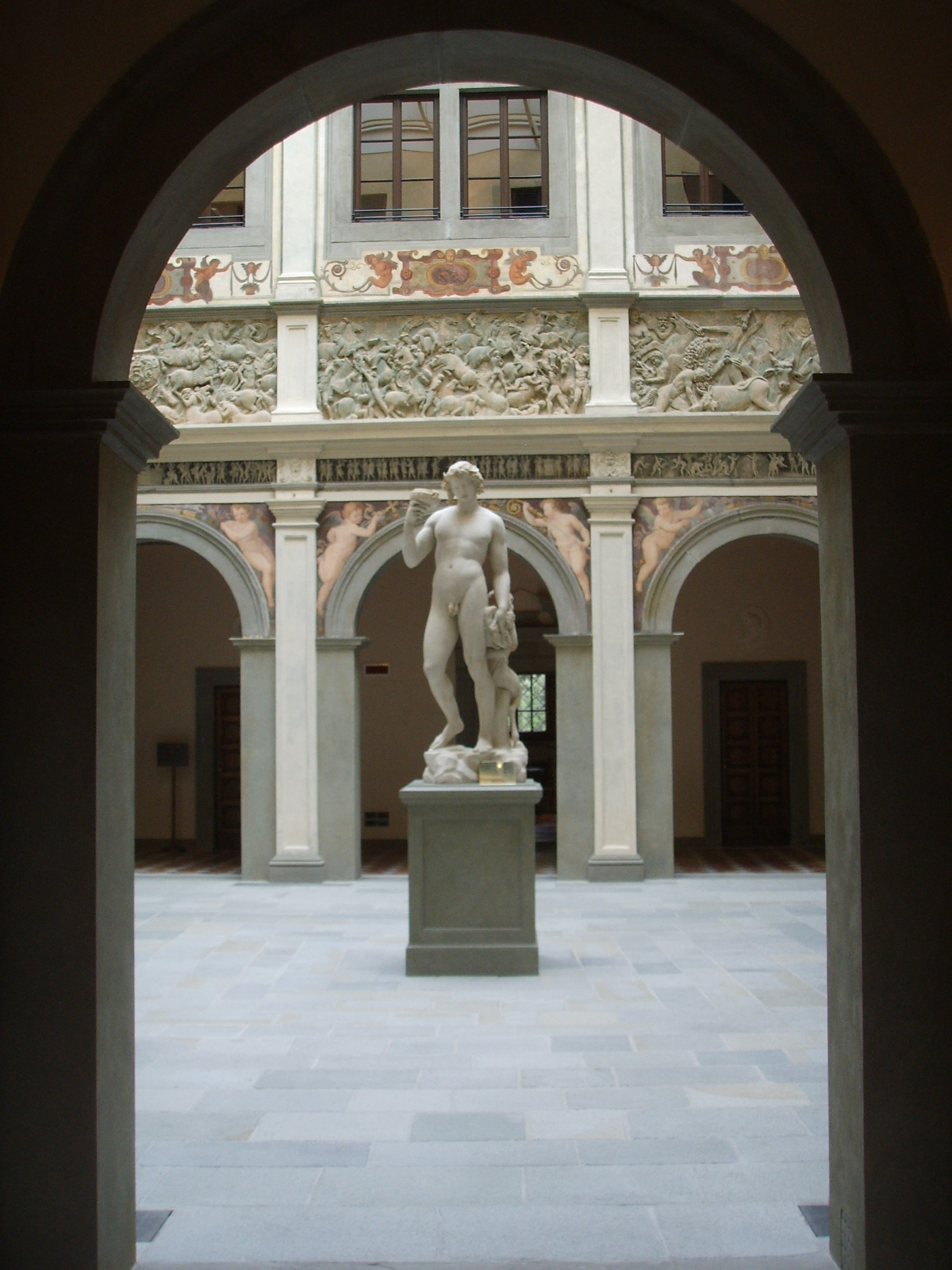
Four Seasons Hotel we Florencji, na historycznym Palazzo della Gherardesca

W 1974 roku w nieruchomości Four Seasons w Vancouver doszło do znacznego przekroczenia budżetu, które niemalże doprowadziło korporację do bankructwa. W wyniku tego, Four Seasons zaczęła zmieniać swój model biznesowy na menedżerski, aby wyeliminować koszty związane z zakupem ziemi i budynków. W 1986 roku stała się ponadto spółką publiczną. W latach 90. Four Seasons i Ritz-Carlton rywalizowały o pozycję; ostatecznie zwycięsko z kompetencji wyszła Four Seasons, uzyskując silne udziały w rynku.
W 1986 roku, w Four Seasons Resort and Club Dallas at Las Colinas, otwarte zostało pierwsze spa w obiekcie hotelowym należącym do korporacji. Obecnie niemalże wszystkie nieruchomości Four Seasons posiadają własne spa i oferują szeroką gamę usług z nim związanych. Ponadto, w ostatnich latach wyróżnienia Zagat i Michelin otrzymały restauracje w hotelach Four Seasons. Michelin przyznał w sumie 14 gwiazdek ośmiu restauracjom zarządzanym przez korporację (w Makau, Paryżu, Pradze, Nowym Jorku, Los Angeles, Chicago i dwóm w Hongkongu). W 1997 roku, Four Seasons Hotel Austin został pierwszym hotelem, w którym udostępniono szerokopasmowy Internet bezprzewodowy. W hotelu gościła także królowa Elżbieta II podczas swojej wizyty w Teksasie w 1991. 
Wraz z nadejściem XXI wieku, Four Seasons odczuwała skutki kryzysów ekonomicznych. Po zamachu terrorystycznym z 11 września 2001 roku, załamanie w branży turystycznej zmusiło korporację do obniżenia cen wynajmu pokojów. Four Seasons dążyła do zachowania postrzeganej wartości marki, co z kolei spowodowało napięcia z właścicielami nieruchomości, którzy w ten sposób tracili pieniądze. Korporacja „stanęła na nogi”, a w 2007 roku doszło do przełomowej transakcji – Four Seasons wykupiona została przez Billa Gatesa i księcia Arabii Saudyjskiej Alwalida bin Talala za kwotę 3.8 miliardów dolarów. Tym samym dwójka ta posiada 95% udziałów w korporacji, w równym stosunku; pozostałe 5% pozostało w rękach Sharpa. W sierpniu 2010 roku funkcję CEO Four Seasons objęła Kathleen Taylor.

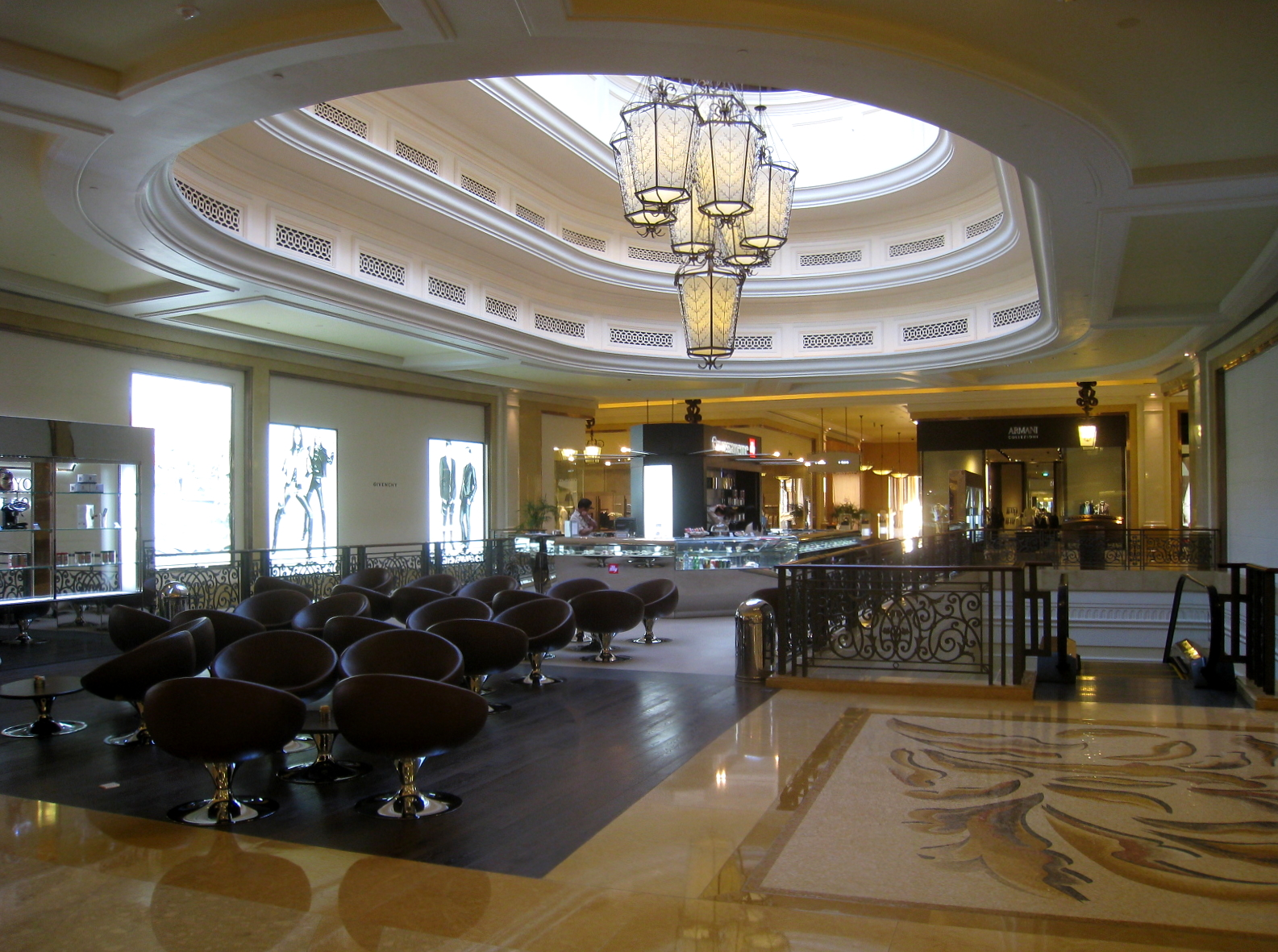
Wnętrze Four Seasons Hotel & Resort w Makau

Korporacja napotkała kolejne trudności w okresie kryzysu finansowego, który wybuchł w 2007 roku. W konsekwencji, po raz pierwszy w swojej historii, zmuszona była zwolnić 10% pracowników w Toronto. Obecnie jednak liczba hoteli, którymi zarządza Four Seasons regularnie się zwiększa, głównie w Chinach. W 2010 roku korporacja otworzyła dwa nowe obiekty – w Hangzhou i Guangzhou, a do 2014 roku planowane jest otwarcie kolejnych dziewięciu hoteli w Chinach, które podlegać będą Four Seasons. W bliskiej przyszłości do użytku zostaną oddane również kolejne dwa hotele Four Seasons w Indiach; tym samym dołączą do istniejącego już Four Seasons Hotel Mumbai w Bombaju.

## Filantropia
Korporacja oraz podległe jej hotele od początku swojej działalności angażuje się w programy filantropijne, skupiając się przede wszystkim na budowie społeczności, rozwoju badań nad rakiem i wspieraniu zrównoważonego rozwoju. Four Seasons była jednym z pomysłodawców dorocznej akcji Terry Fox Run w 1981 roku, w ramach której, w ciągu jednego dnia w roku, na całym świecie prowadzone są różne inicjatywy charytatywne. Do dziś, Terry Fox Run udało się zebrać fundusze w wysokości niemalże pół miliarda dolarów.
19 czerwca 2002 roku Canadian Opera Company ogłosiła, że Four Seasons stała się sponsorem nazwy nowej opery COC w Toronto – Four Seasons Centre for the Performing Arts, w której siedzibę ma Narodowy Balet Kanady.

## Four Seasons Private Jet Experience
Four Seasons Private Jet Experience to oferowana przez sieć około miesięczna podróż dookoła świata dla grupy 48 osób w prywatnym odrzutowcu. Uczestnicy odwiedzają znane miejsca dookoła świata, korzystając z wielu znanych rozrywek w ich luksusowych formach. Przykładowo na obiedzie w pałacu Lobkowicza w Pradze wita ich właściciel, w Japonii władania samurajskim mieczem uczy profesjonalny choreograf. Noclegu odbywają się w charakterystycznych miejscach, np. z historyczną architekturą itp. Cena biletu to 168.000 USD, a w przypadku pojedynczych osób występuje dopłata 10%.